# ウィリアム・J・バッター
ウィリアム・ジョゼフ・バッター（William Joseph Vatter、1905年-1990年は、アメリカの会計学者。シカゴ大学やカルフォルニア大学バークレー校での教授を歴任した。業績としては「管理会計教育の新しいアプローチ」や資金理論が特に有名である。

## 生涯
オハイオ州のシンシナティに生まれた。バッターは才能ある音楽家として育ち、ヴィオラやピアノ、フレンチ・ホルン を演奏した。バッターは交響楽団の楽団員になることが夢だった。しかし、結局、バッターは監査人となり、1920年代には シンガー社で働いていた。
1934年、バッターは学者としてのキャリアをオハイオ州のマイアミ大学でスタートさせた。その後、1936年にはシカゴ大学に移り、ビジネススクールで会計学を教えていた。第二次世界大戦のさなか、1942年から1944年にかけて、バッターはマンハッタン計画に参加した。そこでの彼の役割は冶金学の研究所の財務担当理事というものだった。1946年、シカゴ大学に戻ると、バッターは会計学担当教授に任命された。1957年から1972年にかけて、彼はカルフォルニア大学バークレー校の会計学担当教授だった。
バッターはオーストラリア公認会計士協会の名誉フェローに任じられた。また、アメリカ会計学会の「傑出した教育者賞」（Outstanding Educator Award)を受賞し、カルフォルニア大学バークレー校の百年表彰（Centennial Citation)を受けた。彼は2004年に会計殿堂に選出された。

## 業績
バッターの業績としては、その資金理論が特に知られている。"The Fund Theory of Accounting and Its Implications for Financial Report" (1947)において、バッターは資金理論に操作主義（オペレーショナリズム）の概念を取り入れ、伝統的な資本主理論および企業実体理論などの会計主体論を排除した。こうしたバッターの理論は、Carsonの資金理論とともに、キャッシュフロー計算書の理論的源流となったと評価されている。
著名な原価計算学者のチャールズ・T・ホーングレンは、バッターの影響を受けていた。ホーングレンは、バッターの研究をきっかけとして、著名な教科書である Cost Accounting: A Managerial Emphasis を1962年に出版し、現代管理会計論の基礎を形作った 。

## 主要な著作

### 書籍
- Vatter, William Joseph. The fund theory of accounting and its implications for financial reports. University of Chicago Press, 1947.
- Vatter, William Joseph. Managerial accounting. Prentice-Hall, 1950.

### 論文
- Vatter, William J. "Limitations of overhead allocation." Accounting Review (1945): 163-176.
- Vatter, William J. "Postulates and principles." Journal of Accounting Research (1963): 179-197.
- Vatter, William J. "Income models, book yield, and the rate of return." Accounting Review (1966): 681-698.
- Vatter, William J. "The use of operations research in American companies." Accounting Review (1967): 721-730.